# Neogames
Neogames är ett svenskt spelföretag som grundades 1992 av Carl Johan Ström som ett registrerat varumärke till företaget NeoSoft. Varumärket användes också på licens av 101 Productions för vissa av detta företags spel. 1997 bildade Ström och Marco Behrmann ett aktiebolag med namnet Neogames AB som tog över den verksamhet som bedrivits av NeoSoft.
I december 2005 bytte det tidigare Göteborgsbaserade företaget ägare och flyttade till Gotland där verksamheten numera bedrivs i regi av Kim Vässmar, tidigare skribent och illustratör inom företaget.
Sedan 2011 driver företaget även spelbutiken Skuggspel i Visby, med inriktning på rollspel, figurspel och sällskapsspel.
Företaget har gett ut ett antal rollspel samt ett antal romaner (mest i fantasy-genren). Bland rollspelen finns Eon i fantasymiljö och Neotech i cyberpunkmiljö. Varumärket Neogames användes också för rollspelet Viking (i historisk miljö) som gavs ut av företaget 101 Production. Sedan december 2006 distribuerar Neogames rollspelet Noir, som har utvecklats av Regnskugga Förlag.
Neogames publicerade också förutom rollspel en romanserie som baseras på Eons fantasyvärld Mundana.

## Utgivet material

### Rollspel

#### EON
Eon är ett fantasyrollspel som utspelar sig i världen Mundana. Spelet har hög detaljrikedom i både regler och i spelvärlden. Spelet släpptes i tre versioner av Neogames: EON (I): 1996, EON II: 2000 och EON III 2004.  Spelet använder sig av sexsidiga och hundrasidiga tärningar.

#### Neotech
Neotech är ett cyberpunkrollspel som gavs ut i två utgåvor av Neogames. Den första gavs ut 1992 och den andra 1999. Spelet utspelar sig en högteknologisk nära framtid år 2059. Den nuvarande samhällsorganisationen har brutits isär och både USA och EU har splittrats och Ryssland har sönderfallit.   

#### Viking
Viking är ett rollspel som likt namnet avslöjar utspelar sig under Vikingatiden. Fokuset i spelet var historisk korrekthet så långt det var möjligt. Spelet skapades av företaget 101 Production, men gavs ut av Neogames.

### Brädspel
- Neobunnies
- Ultra Ducks

### Romaner
Alla utgivna romaner utom När änglar dör och Nemea utspelar sig i Eons värld Mundana.
- Drakväktare, (1998[4]) - Andreas Roman, del 1 i trilogin om drakväktarna.
- Dräparen, (1998[5]) - Andreas Roman, del 2 i trilogin om drakväktarna.
- Demonen, (1999[6]) - Andreas Roman, del 3 i trilogin om drakväktarna.
- Svärdspel i Hadarlon (2000[7]) - Dan Hörning
- När änglar dör, (2001[8]) - Andreas Roman
- Korset och tronen, (2002[9]) - Tobias Landström
- Vargen och kättaren, (2002[10]) - Andreas Roman
- Stormens vandrare, (2006[11]) - Dan Hörning, fristående fortsättning på Svärdspel i Hadralon.
- Nemea (2007[12]) - Dan Hörning